# 불가살
《불가살》은 2021년 12월 18일부터 2022년 2월 6일까지 방영된 tvN 토일 드라마다.

## 기획의도
600년 동안 사람으로 죽음과 환생을 반복하며 전생을 기억하는 여자와, 600년 동안 요괴 불가살(不可殺)이 되어 죽지 못하는 남자의 이야기.

## 제작진

### 연출
- 장영우

MBC 수목미니시리즈 《마이 프린세스》(조연출), tvN 월화미니시리즈 《로맨스가 필요해》(조연출), tvN 수목미니시리즈 《로맨스가 필요해 2012》(조연출), 후난위성TV 드라마 《상애천사전선 1》(연출), 네이버 TV 웹드라마 《옐로우》(공동연출), tvN 금토드라마 《안투라지》(연출), tvN 주말특별기획드라마 《미스터 션샤인》(조연출), tvN 토일 미니시리즈 《사랑의 불시착》(조연출), 넷플릭스 드라마 《스위트홈》(조연출) 등 연출

### 극본
- 권소라

KBS2 일일시트콤 《패밀리》(공동집필), 후난위성TV 드라마 《상애천사전선 1》(공동집필), 네이버 TV 웹드라마 《옐로우》(공동집필), tvN 금토드라마 《안투라지》(공동집필), OCN 수목미니시리즈 《손 the guest》(공동집필) 등 집필
- 서재원

KBS2 단편 청소년 드라마 《정글피쉬》(공동집필), KBS2 목요 청소년드라마 《정글피쉬 2》(공동집필), KBS2 일일시트콤 《패밀리》(공동집필), 후난위성TV 드라마 《상애천사전선 1》(공동집필), 네이버 TV 웹드라마 《옐로우》(공동집필), tvN 금토드라마 《안투라지》(공동집필), OCN 수목미니시리즈 《손 the guest》(공동집필) 등 집필

## 등장 인물

### 주요 인물
- 이진욱 : 단활 역 (아역 이주원)

인간이었으나 불가살이 되어 스스로 죽으려고 하지만 죽을 수도 없고, 600년 긴 세월 동안 수없이 죽임을 당할 뻔했지만 죽지 않았다. 창칼에 찔리고 절벽에서 떨어지고 불에 탔지만, 그 고통만 느껴질 뿐 다시 살아났다. 불사의 저주와 고통, 본래 사람으로서 가지고 있던 것들이 사라져 가는 슬픔만이 있다. 모든 것을 잃게 하고 자신을 이렇게 만든 그 여자에 대한 복수심과, 그날의 끔찍한 기억은 어제 일처럼 생생하게 남아 있다. 그의 영혼을 빼앗고 인간이 된 그 여자가 환생을 반복한다. 그는 아들과 아내와 양아버지의 복수를 하고 자신은 인간이 되어 죽고 싶어 그 여자를 찾아 방랑한다.
- 권나라 : 민상운 / 민상연 역 (아역 한서진)

전생 불가살. 전생 김화연. 엄마와 언니가 괴물 같은 존재에게 살해 당하는 비극적인 사건을 겪은 그날, 가족 중 유일하게 그녀와 막내 여동생만 살아 남았다. 그 괴물이 자신을 끝까지 쫓아와 죽일 거라는 걸 알기에 도망쳤다. 현재까지도 그녀는 여동생과 조용히 숨어서 살아간다. 이름과 신분도 바꿨다. 불안하고 두렵기만한 일상 속, 하지만 민상운은 도망만 치면서 살지 않았다. 언니가 남긴 마지막 말 '불가살을 죽일 방법을 찾아' 그 말에 따라 불가살을 죽일 방법을, 가족의 복수를 할 방법을 찾아왔다. 동생을 지키고, 자신을 지키기 위해서 '그 칼'의 정체를 찾기 위해 전국을 뒤지고 또 뒤졌다. 가족을 죽인 그 괴물 같은 존재가 또다시 찾아올 때를 대비해야 한다.
- 이준 : 옥을태 역

활과는 반대로 불가살로서의 영생을 마음껏 누리며 살아왔다. 거대한 부를 쌓아, 그 부를 바탕으로 정치인과 검경, 기업인, 언론인을 뒤에서 지배하고, 조정해 왔다. 광기 넘치는 성격 그러면서도 뱀 같은 차가움과 잔혹함. 오랜 세월을 살아온 만큼 사람의 마음을 꿰뚫어 보고, 교묘하게 조종할 수도 있다. 사람의 피를 끊임없이 갈망하고, 하루라도 그 피를 마시지 않으면 살아갈 수 없다. 지금도 그 힘과 권력을 이용해서 사람의 생피를 구하고 있다. 그런 옥을태가 민상운의 목숨을 노린다. 그에겐 오래된 비밀이 있기 때문이다. 계속해서 갈등을 일으키고, 끊임없이 음모를 꾸민다. 육백 년도 넘은 비밀의 키를 가지고 있는 옥을태. 그 속내를 알 수 없는 인물이다.
- 공승연 : 민시호 역 (아역 이아라)

민상운의 동생. 전생 단솔. 상운이 자신을 과하게 보호하려는 것도 마음에 들지 않는다. 하루라도 빨리 독립해서 평범한 생활을 하고 싶은 게 꿈이라, 악착같이 돈을 모으고 있으며 여러 가지 아르바이트를 한다. 그녀는 자신만의 가정, 사랑하는 가족을 가지고 싶어 한다. 평범하고 안정적인 삶을 꿈꾼다. 사건이 진행되면서 위기에 빠지는 시호, 그때마다 자신을 지키려는 언니를 보며 결국 언니를 이해하고 마음을 연다.
- 정진영 : 권호열 역 (아역 박승준)

전생 단극. 작은 심부름센터를 운영 중인 전직 형사. 술과 담배 냄새에 절어있고, 덥수룩한 머리, 대충 입은 옷. 무뚝뚝하고 거친 말투 때문에 전직 형사인지 조폭인지 헷갈린다. 권력과 힘이 있는 인간이 약자를 괴롭히는 걸 보면 폭발. 일단 들이받고 본다. 하지만 전직 형사로써 예리한 눈썰미와 송곳 같은 직감은 아직도 남아 있다. 활과 마주치자마자 인간이 아닌 이상함을 눈치채고 쫓기 시작한다.
- 박명신 : 혜석 역 (아역 옥예린)

전생 무녀. 유일하게 활의 과거와 정체를 아는 활의 조력자. 털털한 성격, 남자 같은 차림새, 무뚝뚝한 말투. 도축장과 정육점을 크게 하는 여장부 같은 인물로 조폭도 무서워하는 도축장 칼잡이들 휘어잡고 있다. 활의 근처에 살며 활을 묵묵히 도와주고 있다.옥을태에게 목을 물려 죽었다.
- 김우석 : 남도윤 역

전생 단아찬. 조증 같은 과한 밝음과 텐션의 성격, 쉴 틈 없는 말과 우왕좌왕하는 행동. 밝은 겉모습과 달리 모진 일들을 겪고 삶이 순탄치 못했다. 자신을 보호해줄 사람이 없었기 때문에, 최대한 움츠리고 살아야 한다고 생각했던 도윤은 자신을 괴롭히는 사람들을 압도적인 힘으로 혼내준 활을 보며 처음으로 보호자를 가진 기분이 들었다. 그래서 마치 키우는 강아지처럼 활을 따른다.

### 주변 인물
- 최재웅 : 양세출 역 - 전생 단극의 부관
- 이영란 : 김고분 역 - 김화연의 동생
- 차희 : 김상희 역 - 두억시니의 환생, 옥을태의 비서
- 노수산나 : 이수경 경사 역 - 600년 전 전생 활의 어머니, 1,000년 전 전생 단극의 아내

### 그 외 인물
- 김정호
- 유지혁
- 한성수 : 조마구 역
- 유정호
- 한동규 : 구봉 역 - 고려 때 마을사람
- 백승철 : 팔복 역 - 고려 때 마을사람
- 유재연
- 김비비
- 권태진
- 조영규
- 김원준
- 김재호
- 강준석
- 박상훈
- 이규호 : 두억시니 역
- 임승준
- 정동근
- 조승연
- 김용규
- 박선우
- 윤정훈
- 최백선
- 문재원
- 하수호
- 진가민
- 한국인
- 장나라
- 김세인
- 박주환 : 단아찬 역 - 단활과 단솔의 아들
- 권예은 : 연지 역
- 박주하 : 연지의 동생 역
- 문소희
- 이우주 : 묶인 소년 역
- 이진희
- 김경덕
- 이지구
- 김소양
- 김준형
- 정선철
- 김채린
- 정연규
- 김소숙
- 조지현
- 설주미
- 문수빈
- 미상 : 옥을태의 동생 역
- 미상 : 동생을 죽인 현장을 목격한 사람 역
- 오유진

## 시청률
최저 시청률과 최고 시청률은 시청률 조사회사와 지역별로 시청률에 차이가 있을 수 있습니다.
| 시즌 | 시즌 | 에피소드 번호 | 에피소드 번호 | 에피소드 번호 | 에피소드 번호 | 에피소드 번호 | 에피소드 번호 | 에피소드 번호 | 에피소드 번호 | 에피소드 번호 | 에피소드 번호 | 에피소드 번호 | 에피소드 번호 | 에피소드 번호 | 에피소드 번호 | 에피소드 번호 | 에피소드 번호 | 평균  |
| 시즌 | 시즌 | 1             | 2             | 3             | 4             | 5             | 6             | 7             | 8             | 9             | 10            | 11            | 12            | 13            | 14            | 15            | 16            | 평균  |
| ---- | ---- | ------------- | ------------- | ------------- | ------------- | ------------- | ------------- | ------------- | ------------- | ------------- | ------------- | ------------- | ------------- | ------------- | ------------- | ------------- | ------------- | ----- |
|      | 1    | 1.609         | 1.481         | 1.292         | 1.092         | 0.883         | 1.063         | 1.199         | 1.142         | 0.827         | 1.191         | 1.036         | 1.133         | 0.994         | 0.969         | 0.978         | 1.450         | 1.146 |

| 2021년      | 2021년      | 2021년         | 2021년       | 2021년 |
| 회차        | 방송일      | AGB 시청률     | AGB 시청률   |        |
| 회차        | 방송일      | 대한민국(전국) | 수도권(서울) |        |
| ----------- | ----------- | -------------- | ------------ | ------ |
| 제1회       | 12월 18일   | 6.346%         | 7.390%       |        |
| 제2회       | 12월 19일   | 5.826%         | 6.036%       |        |
| 제3회       | 12월 25일   | 4.775%         | 4.413%       |        |
| 제4회       | 12월 26일   | 4.128%         | 4.301%       |        |
| 2022년      |             |                |              |        |
| 제5회       | 1월 1일     | 3.415%         | 3.622%       |        |
| 제6회       | 1월 2일     | 4.077%         | 4.374%       |        |
| 제7회       | 1월 8일     | 4.455%         | 5.062%       |        |
| 제8회       | 1월 9일     | 4.166%         | 4.520%       |        |
| 제9회       | 1월 15일    | 3.043%         | 3.383%       |        |
| 제10회      | 1월 16일    | 4.272%         | 4.893%       |        |
| 제11회      | 1월 22일    | 3.679%         | 4.073%       |        |
| 제12회      | 1월 23일    | 4.460%         | 5.034%       |        |
| 제13회      | 1월 29일    | 3.593%         | 3.594%       |        |
| 제14회      | 1월 30일    | 3.664%         | 3.825%       |        |
| 제15회      | 2월 5일     | 3.660%         | 3.936%       |        |
| 제16회      | 2월 6일     | 5.050%         | 5.019%       |        |
| 평균 시청률 | 평균 시청률 | 4.288%         | 4.592%       |        |

## 참고 사항
불가살이 끝나고 스물다섯 스물하나가 한다.

## 같이 보기
- 대한민국의 텔레비전 드라마 목록 (ㅂ)
- 2021년 대한민국의 텔레비전 드라마 목록